# Amorphoscelis singaporana
Amorphoscelis singaporana es una especie de mantis de la familia Amorphoscelidae.

## Distribución geográfica
Se encuentra en la India, Singapur, Sumatra y  Tailandia.